# Singapura nos Jogos Olímpicos de Verão de 1976
Singapura competiu nos Jogos Olímpicos de Verão de 1976, realizados em Montreal, Canadá.